# Raffaello Petrucci
Raffaele o Raffaello Petrucci (Siena, 1472 – Roma o Bibbiano, 11 de diciembre de 1522) fue un eclesiástico italiano. 
Canónigo del cabildo de la catedral de Siena, protonotario apostólico, obispo de Grosseto desde 1497, prefecto del castillo Sant'Angelo, cardenal de Santa Susana desde el consistorio de 1517, abad comendatario de San Galgano, administrador de Bertinoro en 1519 y de Sovana en 1520, elector en el cónclave de 1521-22 en que fue elegido Adriano VI y gobernador de Siena.
Murió pocos meses después a los 50 años en Siena y fue enterrado en la Basílica de Santo Domingo de la misma ciudad.